# Паррис, Тейона
Тейона Паррис (англ. Teyonah Parris, род. 22 сентября 1987, Ричленд, Вашингтон, США) — американская актриса. Паррис получила известность после роли Дон Чемберс в сериале AMC «Безумцы», будучи первой афро-американкой, сыгравшей существенного персонажа в сериале.

## Биография
Паррис выросла в Южной Каролине и дебютировала на телевидении в 2010 году, в эпизоде «Хорошая жена». Её прорывом стала роль в независимом фильме 2014 года «Уважаемые белые люди». Позже в 2014 году она начала сниматься в комедийном сериале Starz «Раскаяния выжившего».
В 2015 году Паррис исполнила ведущую роль в фильме Спайка Ли «Чирак», которая принесла ей первую номинацию на NAACP Image Award.
В 2021 году присоединилась к  КВМ, исполнив роль Моники Рамбо в сериале Ванда/Вижн  и повторила эту роль в фильме Капитан Марвел 2.

## Фильмография
| Год       |     | Русское название                   | Оригинальное название                            | Роль                     |
| --------- | --- | ---------------------------------- | ------------------------------------------------ | ------------------------ |
| 2010      | кор | —                                  | Empire Corner                                    | Альма                    |
| 2010      | кор | —                                  | Wu is Dead                                       | Альма                    |
| 2010      | с   | Хорошая жена                       | The Good Wife                                    | Мелинда Госсетт          |
| 2010      | ф   | Как знать…                         | How Do You Know                                  | Рива                     |
| 2012—2015 | с   | Безумцы                            | Mad Men                                          | Даун Чемберс             |
| 2013      | с   | C.S.I.: Место преступления         | CSI: Crime Scene Investigation                   | Карен Бренстон           |
| 2013      | ф   | —                                  | A Picture of You                                 | Майка                    |
| 2014      | ф   | Уважаемые белые люди               | Dear White People                                | Коландреа «Коко» Коннерс |
| 2014      | ф   | Они пришли вместе                  | They Came Together                               | Ванда                    |
| 2014—2017 | с   | Раскаяния выжившего                | Survivor’s Remorse                               | Мисси Вон                |
| 2015      | ф   | Пять ночей в Мэне                  | Five Nights in Maine                             | Пенелопа                 |
| 2015      | ф   | Чирак                              | Chi-Raq                                          | Лисистрата               |
| 2015      | ф   | —                                  | Where Children Play                              | Белиссима Маккейн        |
| 2016      | ф   | —                                  | Love Under New Management: The Miki Howard Story | Мики Ховард              |
| 2016      | кор | —                                  | 90 Days                                          | Джессика                 |
| 2017      | с   | —                                  | Placeholders                                     | Марла                    |
| 2017      | с   | Империя                            | Empire                                           | Памела Роуз              |
| 2018      | ф   | Если Бил-стрит могла бы заговорить | If Beale Street Could Talk                       | Эрнестин Риверс          |
| 2019      | ф   | В упор                             | Point Blank                                      | Тейрин                   |
| 2021      | с   | Ванда/Вижн                         | WandaVision                                      | Моника Рамбо             |
| 2021      | ф   | Кэндимен                           | Candyman                                         | Брианна Картрайт         |
| 2023      | ф   | Они клонировали Тайрона            | They Cloned Tyrone                               | Йо-Йо                    |
| 2023      | ф   | Капитан Марвел 2                   | The Marvels                                      | Моника Рамбо             |
| 2024      | с   | За красивым фасадом                | No Good Deed                                     | Карла                    |
| 2026      | ф   | Matchbox                           | Matchbox                                         |                          |